# 종4품
종4품은 18품계 중 제8등급의 품계이다.

## 고려
문종 관제에 의하면, 중서문하성(中書門下省)의 급사중(給事中)·중서사인(中書舍人), 삼사(三司)의 부사(副使), 어사대(御史臺)의 중승(中丞), 국자감(國子監)의 사업(司業), 예빈성(禮賓省)·위위시(衛尉寺)·대복시(大僕寺)·대부시(大府寺)·사재시(司宰寺)의 소경(少卿), 비서성(秘書省)·전중성(殿中省)·소부감(小府監)·장작감(將作監)·사천대(司天臺)의 소감(少監), 동궁관(東宮官)의 시강학사(侍講學士)·시독학사(侍讀學士)·가령(家令) 등이 종4품 관직으로 마련되어 있었다. 이 밖에 개경5부(開京五部)의 사(使), 도재고(都齋庫)의 부사, 외직 가운데 병마부사(兵馬副使), 서경(西京)·동경(東京)·남경(南京)의 부유수(副留守), 대도호부(大都護府)·대도독부(大都督府)의 부사(副使), 중도호부의 사 등이 4품 이상으로써 임명되었다. 도병마사(都兵馬使)의 판관(判官)은 종4품 소경 이하가 겸하도록 되어 있었다. 한편, 산직(散職)에서 무반은 4품 이상일 경우 검교직(檢校職)이, 5품 이하일 경우 동정직(同正職)이 각각 설정되어 있었다.

## 조선
해당하는 관직으로 경력·첨정·서윤·부응교·교감·제검·편수관·좌익선·우익선·부호군·군문파총(軍門把摠)·군수·동첨절제사·병마만호·수군만호 등이 있었다.